# IEEE 802.1X
IEEE 802.1X는 포트 기반 네트워크 접근 제어(PNAC)에 대한 IEEE 표준이다. 이것은 네트워크 프로토콜에 대한 그룹인 IEEE 802.1의 일부이다. 이 표준은 근거리 통신망과 무선랜을 연결하기 위한 장치의 인증 매커니즘을 제공한다.

## 같이 보기
- IEEE 802.11i-2004